# Station Pardubice-Semtín
Het Station Pardubice-Semtín is een spoorwegstation in de Tsjechische stad Pardubice. Het station ligt aan de noordkant van de stad tussen de wijken Doubravice en Ohrazenice. Het dorpje Semtín, waarnaar het station genoemd is, ligt ongeveer drie kilometer westelijker. Het station ligt aan lijn 031 van de České dráhy, vier kilometer ten noorden van het hoofdstation van de stad. Lijn 031 loopt van het hoofdstation van Pardubice via Hradec Králové naar Jaroměř.
Station Pardubice-Semtín ligt tussen de stations Pardubice-Rosice n.L. (zuid) en Stéblová (noord).
Pardubice hlavní nádraží ↔ Pardubice-Rosice nad Labem ↔ Pardubice-Semtín ↔ Stéblová ↔ Čeperka ↔ Opatovice nad Labem ↔ Hradec Králové hlavní nádraží ↔ Předměřice nad Labem ↔ Lochenice ↔ Smiřice ↔ Černožice - Semonice ↔ Jaroměř